# Saint-Paul-des-Landes

Saint-Paul-des-Landes este o comună în departamentul Cantal, Franța. În 1 ianuarie 2022 avea o populație de 1.538 de locuitori.